# II. György bolgár cár
II. György (? – 1323) bolgár cár 1321-től haláláig.
Édesapja, Teodor Szetoszláv halála után örökölte a trónt. Uralkodása alatt az ország sok kis önálló részre esett szét. Ugyanekkor a bizánciak támadták meg Bulgáriát és egyre nagyobb területeket foglaltak el. Ez a körülmény bizonyos mértékig egyesülésre késztette a bolgár főurakat: ennek eredményeképpen György halála után a vidini Mihály Sismant választották meg cárrá.